# Wagap
Wagap ou Ouagap est une tribu kanake et un village français de Nouvelle-Calédonie, située sur le territoire de la commune de Poindimié, dans le district coutumier également appelé Wagap et l'aire coutumière Paici-Camuki.

## Histoire
Ancien poste militaire et mission catholique de la région de Touho, Charles Lemire décrit le village dans son Voyage à pied en Nouvelle-Calédonie et description des Nouvelles-Hébrides en 1884 : « Une grande église, deux maisons à étages avec balcons, voisines d'une fontaine sculptée, s'élèvent à côté du village indigène... ».
Le poste militaire a été établi en 1802 et est en ruine à la suite d'un cyclone lorsque Lemire le visite. Victor de Rochas visite le lieu dans les années 1860 et y étudie le sol argilo-sablonneux ainsi que les cultures. 
Jules Patouillet, cherchant à étudier les populations, s'y installe en 1867 et y épouse le style de vie des Canaques.
En 1870, le rapport des Missions catholiques indique « Population : 2 400 habitants, dont 764 catholiques, 30 catéchumènes. Il y a eu, en 1870, 166 baptêmes d'adultes, dont 21 à l'article de la mort, 60 baptêmes d'enfants de dix à dix-huit ans ».